# Hans Georg von Hammerstein-Equord
Hans Georg von Hammerstein-Equord (* 17. September 1771; † 9. Dezember 1841 in Hildesheim) war ein Generalleutnant des Königreiches Westphalen.

## Herkunft
Seine Eltern waren August von Hammerstein (1734–1813) und dessen Ehefrau Henriette von Münster (1752–1796), eine Tochter des Grafen Georg von Münster (1721–1772) und der Wilhelmine Dorothea von Hammerstein-Gesmoldt (1730–1758). Der Reichsgraf Georg Werner August Dietrich von Münster und der Diplomat Ernst Friedrich Herbert zu Münster waren seine Onkel. Der General William Friedrich von Hammerstein (1785–1861) und die Oberforstdirektoren Friedrich (1775–1851) und Carl (1782–1867) waren seine Brüder.

## Leben
Ab 1790 besuchte er die Universität Göttingen, führte aber ein durch Liebeshändel und Zweikämpfe gewürztes Leben. Als spanischer Mönch verkleidet, ging er ins Kloster Iburg. Während seines Studiums wurde er 1792 Mitglied im Constantistenorden, dem er als Senior in Göttingen vorstand.
1799 trat er in ein k.u.k. Husarenregiment ein; er machte die Feldzüge in Deutschland bis zum Frieden von Lunéville mit und nahm dann seinen Abschied. Er nahm seinen alten Lebenswandel wieder auf und zog nun als fahrender Sänger durch Italien.
1807 trat er in den Dienst des Königs Jérôme von Westphalen. Am 29. Februar 1808 wurde er Eskadronschef. Im Herbst 1808 führte er als Oberst sein Regiment nach Spanien. Napoleon wollte es zunächst als zu schwach zurückschicken. Am 21. April 1809 ritt sein Regiment die feindliche Infanterie nieder.
Im Russlandfeldzug 1812 kommandierte er die leichte Kavalleriebrigade des 8. Corps.
Er wurde, als sein Bruder William nach Österreich übertrat, verhaftet und blieb bis 1814 in einem französischen Gefängnis inhaftiert. Danach ging er nach Equord, um seinen heruntergekommenen Grundbesitz zu bewirtschaften, geriet aber in Konkurs.

## Familie
Er heiratete 1824 in Lasahn Adelgunde von Bernstorff (1805–1875), Tochter des Grafen Friedrich von Bernstorff und der Fernandina von Hammerstein-Equord, der preußische Diplomat Albrecht von Bernstorff war sein Schwager. Hammerstein hatte mit seiner Frau acht Söhne, darunter:
- Sigurd Friedrich Christian Ernst (* 17. Juli 1829; † 31. August 1901) ⚭ 1859 Freiin Cäcilie Grote (* 9. Mai 1841; † 14. Oktober 1906); dessen Sohn, u. a. Hans von Hammerstein-Equord (Landrat)
- Armin Friedrich Herbert Hilmar Wilhelm Gottfried (* 14. Mai 1832; ⚔ 25. Mai 1867 in Mexiko-Stadt), österreichischer Offizier[2]
- Helge Fridiger Thusneldus (* 18. September 1833; † 16. April 1893)

⚭ 1861 Anna Maria zu Stolberg-Stolberg (* 5. Juni 1841; † 24. Juni 1864) (Tochter von Joseph Theodor zu Stolberg-Stolberg)
⚭ 1867 Sophie Marie Huberta zu Stolberg-Stolberg (* 14. November 1839; † 9. Mai 1931) (Tochter von Joseph Theodor zu Stolberg-Stolberg)
- Wittekind  (* 23. Mai 1831; † 1870), preußischer Hauptmann ⚭ Julie Amalie von Ompteda (* 1833)